# Pyrgus darwazica
Pyrgus darwazica is een vlinder uit de familie van de dikkopjes (Hesperiidae). De wetenschappelijke naam van de soort is voor het eerst geldig gepubliceerd in 1890 door Grum-Grshimailo.